# Campylopus ingeniensis
Campylopus ingeniensis là một loài rêu trong họ Dicranaceae. Loài này được R.S. Williams mô tả khoa học đầu tiên năm 1903.